# Federação Europeia

União Europeia

A Federação Europeia, informalmente descrita como os Estados Unidos da Europa refere-se à potencial unificação da Europa como uma federação nacional e soberana de estados.
No princípio dos anos de 1920, o Comintern levantou a possibilidade de apoiar a constituição de uns Estados Unidos da Europa, quando a revolução bolchevique atingisse os países capitalistas do extremo ocidental europeu.
Há uma versão alternativa de unificação mediante uma confederação de estados soberanos que lhe foi dado o nome de "Europa Unida", que foi o nome proposto por Valéry Giscard d'Estaing para o Tratado de Roma de 2004.

## Origem do nome
O termo "Estados Unidos da Europa" foi usado repetidamente por Victor Hugo, em um discurso no Congresso Internacional da Paz, realizado em Paris em 1849 e, em seguida, na Assembleia Nacional Francesa, em 1 de março de 1871. Trotsky criou o slogan "Para os Estados Soviéticos Unidos da Europa" em 1923. Foi, do mesmo modo, o título de um livro de 1931 do político francês Edouard Herriot.

## Interpretação da unificação europeia
A expressão "Estados Unidos da Europa", geralmente identifica uma federação. Ela defende um sistema federal de governo semelhante ao dos Estados Unidos da América, onde o poder é transferido dos Estados-Membros para uma autoridade do governo central. Historicamente, a França foi o maior defensor dessa forma de governo para manter a independência da força militar e financeiro dos Estados Unidos e da extinta URSS.
O ponto de vista alternativo da unificação europeia tem sido o impulso para uma União Europeia como uma confederação comercial e financeira. Este tem sido apoiado pelo Reino Unido e pelos Estados Unidos.

## Perspetivas para uma união mais próxima
Os Estados membros da União Europeia têm muitas políticas comuns dentro da União Europeia (UE) e em nome da UE que às vezes são sugestivas de um único estado. Tem um executivo comum (a Comissão Europeia, um único Alto Representante para a Política Externa e de Segurança Comum, uma Política de Defesa e de Segurança Comum, um tribunal supremo (Tribunal Europeu de Justiça  – , mas apenas em matéria de União Europeia e uma organização intergovernamental de pesquisa (o EIROforum com membros como a CERN). O euro é muitas vezes referido como a "moeda única europeia", que foi oficialmente adotada por dezanove países da Zona Euro enquanto outros sete países da União Europeia vincularam as suas moedas ao euro em ERM II. Além disso, vários territórios europeus fora da UE adotaram o euro extra-oficialmente, como Montenegro, Cosovo e Andorra.

A UE, no entanto, não tem uma constituição única, um governo único, uma política externa única estabelecida por esse governo, um único sistema de tributação que contribua para um único tesouro ou um exército único. Não existe um sistema de justiça europeu único, e muito menos um promotor europeu que possa aplicar o direito da União Europeia em tribunais de julgamento europeus, independentemente dos tribunais de cada um dos Estados membros. Não há juízes de julgamento europeus que tenham jurado lealdade à Europa por lealdade aos países de origem e não existem prisões europeias. Sem os seus próprios tribunais e prisões independentes, a capacidade da União Europeia para reduzir a corrupção nos Estados membros é severamente limitada (especialmente em contraste com o governo federal dos Estados Unidos).
|                 |  |           |
| Espaço Schengen |  | Zona Euro |

Várias instituições pró-europeias existem mas separadas da UE. A Agência Espacial Europeia conta quase todos os países membros da UE na sua filiação, mas é independente da UE e a sua adesão inclui países que não são membros da UE, nomeadamente Suíça e Noruega. O Tribunal Europeu dos Direitos do Homem (não deve ser confundido com o Tribunal de Justiça Europeu) também é independente da União. É um elemento do Conselho da Europa que, como a ESA, contabiliza membros da UE e não membros em sua associação.
Atualmente, a União Europeia é uma associação livre de estados soberanos destinada a promover os seus objetivos partilhados.[carece de fontes?] Além do objetivo vago de uma "união cada vez mais próxima" na Declaração solene sobre a União Europeia, a União (ou seja, os seus governos membros) não têm nenhuma política atual para criar uma federação ou uma confederação. No entanto, no passado, Jean Monnet, uma pessoa associada à UE e a sua antecessora, a Comunidade Económica Europeia fez essas propostas. Uma ampla gama de outros termos são utilizados, para descrever a possível estrutura política futura da Europa como um todo, e/ou a UE. Alguns deles, como "Europa Unida", são usados com frequência, e em contextos tão variados, mas não têm um estatuto constitucional definido. Nos Estados Unidos, o conceito entra em discussões sérias sobre se uma Europa unificada seria viável e o impacto que o aumento da unidade europeia teria sobre o poder político e económico relativo dos Estados Unidos da América. Glyn Morgan, um professor associado de estudos governamentais e sociais da Universidade de Harvard, o usa sem remorso no título de seu livro "A ideia de uma Super estrela europeia: Justificação pública da integração Europeia." Enquanto que o texto de Morgan centra-se nas implicações de segurança de uma Europa unificada, uma série de outros textos recentes focados nas implicações económicas de tal entidade. Importantes textos recentes aqui incluem T.R. Reid, Os Estados Unidos da Europa e O sonho europeu de Jeremy Rifkin. Nem a revista americana National Review nem a revista também americana Chronicle of Higher Education "duvida da adequação do termo nas suas revisões.

### Organizações federalistas europeias
Várias organizações federalistas foram criadas ao longo do tempo apoiando a ideia de uma Europa federal. Estes incluem o União dos Federalistas Europeus, Movimento Europeu Internacional e Partido Federalista Europeu.

#### União dos Federalistas Europeus
A União dos Federalistas Europeus (UEF) é uma organização não governamental europeia, fazendo campanha para uma Europa federal. É composto por 20 organizações constituintes e atua nos níveis europeu, nacional e local há mais de 50 anos. Um jovem ramo chamado Jovens Federalistas Europeus também existe em 30 países da Europa.

#### Movimento Europeu Internacional
O Movimento Europeu Internacional é uma associação de lobby que coordena os esforços das associações e dos conselhos nacionais com o objetivo de promover a integração europeia e divulgar informações sobre tal.

#### Partido Federalista Europeu

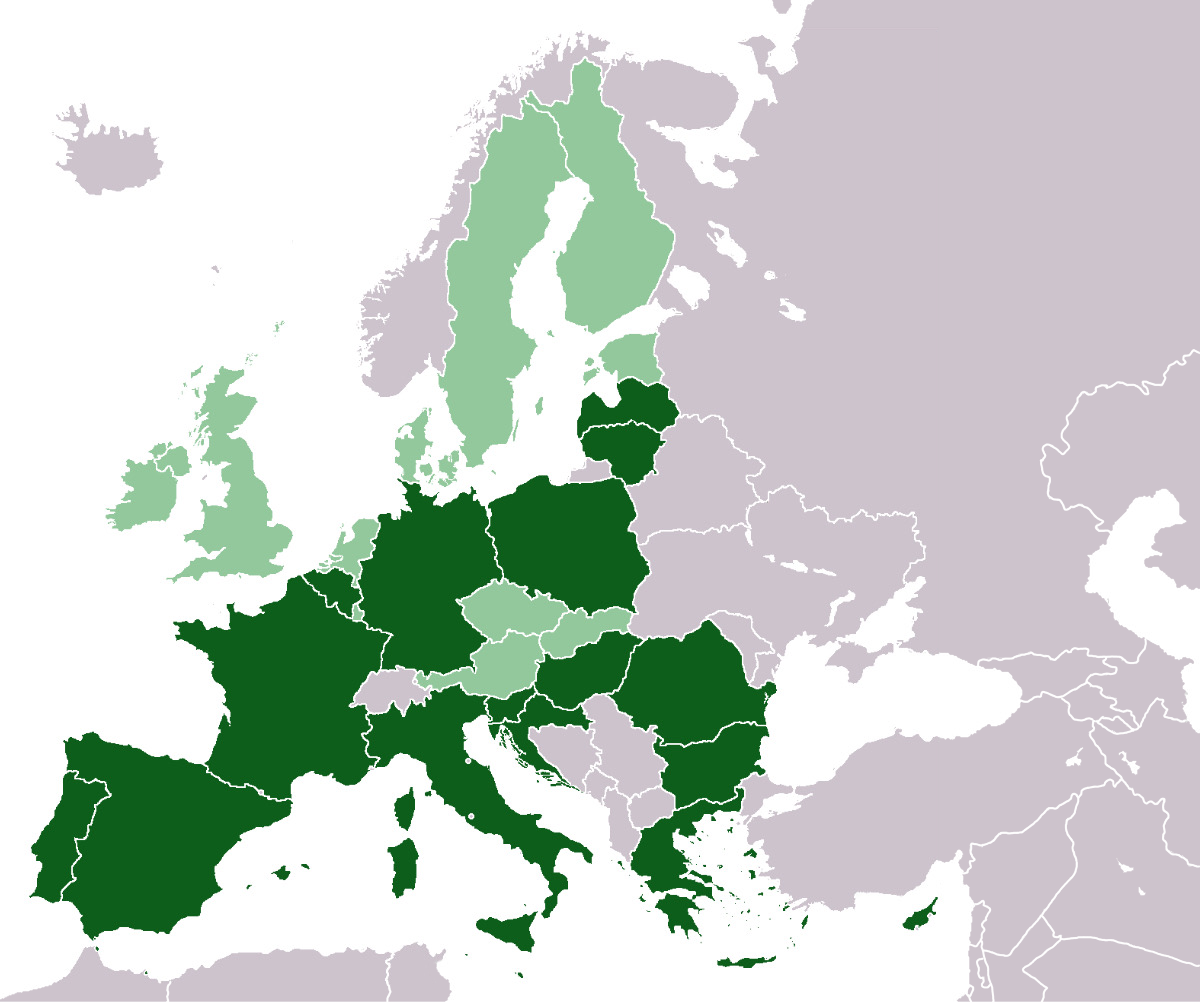
Atitude para um maior desenvolvimento da UE numa federação de estados-nação
Membros da UE com mais pessoas a favor que uma federação seja criada

O Partido Federalista Europeu é o partido político pró-europeu, pan-europeu e federalista que defende uma maior integração da UE e o estabelecimento de uma Europa federal. O objetivo é reunir todos os europeus para promover o federalismo europeu e participar em todas as eleições em toda a Europa. Tem seções nacionais em 15 países.

### Oposição
A União Europeia não inclui todas as nações da Europa e não há consenso entre os governos dos Estados membros existentes para se tornarem uma confederação flexível. Existe também uma oposição significativa eurocéptica da integração europeia em muitos Estados membros. Em junho de 2016, o Reino Unido votou 52% contra 48% para sair da União Europeia.

### Sondagens
De acordo com Eurobarómetro (2013), 69% dos cidadãos da UE são a favor de eleições directas da Presidente da Comissão Europeia; 46% apoiam a criação de um exército unido da UE.
Dois terços dos inquiridos pensam que a UE (em vez de um governo nacional sozinho) deve tomar decisões sobre a política externa. Mais da metade dos entrevistados pensa que a UE também deve tomar decisões em defesa.
44% dos inquiridos apoiam o desenvolvimento futuro da União Europeia como uma federação de estados-nação, 35% se opõem. Os países nórdicos foram os mais negativos de uma Europa unida neste estudo. 73% dos nórdicos se opuseram à ideia. Uma grande maioria das pessoas para quem a UE evoca uma imagem positiva apoiam o desenvolvimento da UE numa federação de estados-nação (56% contra 27%).

## Personalidades federalistas

### Winston Churchill
O termo "Estados Unidos da Europa" foi usado por Winston Churchill em um famoso discurso em 1946 na Universidade de Zurique. Este discurso é frequentemente associado com o início do processo que levou à formação da União Europeia. Quando Churchill fez este discurso não viu o Reino Unido na Europa. Ele acreditava que o futuro britânico iria recair com os Estados Unidos, o Império e a Commonwealth.
| “ | (…) Temos de construir uma espécie de Estados Unidos da Europa, e só dessa forma centenas de milhões de trabalhadores serão capazes de reconquistar a simples alegria e esperança que tornam a vida interessante. O processo é simples. Tudo o que você precisa é o objetivo de centenas de milhões de homens e mulheres, fazer o bem ao invés de fazer o mal e como recompensa bênçãos ao invés de maldições (…) | ” |

### Guy Verhofstadt
Guy Verhofstadt, primeiro-ministro belga, escreveu o livro Veregnide Staten van Europa (Estados Unidos da Europa) no qual afirmava, segundo os resultados de um inquérito do Eurobarómetro, que os cidadãos médios europeus queriam mais Europa. O livro foi apresentado em novembro de 2005, ele traz os resultados negativos do Referendo da Constituição Europeia na França e nos Países Baixos.
Verhofstadt acredita que poderia criar uma Europa federal dentre os países que assim o desejarem. Ou seja, criar um Centro Federal que ficaria no centro da atual União Europeia. Para a criação desta união política, pode-se partir do exemplo norte-americano da Convenção da Filadélfia de 1787. Mas acredita-se que os Estados Unidos da Europa sejam uma cópia dos Estados Unidos da América. Desta forma, defende-se que parte dos impostos recolhidos pela Europa e que sejam um exército europeu.

## Personalidades pelo Estado Europeu

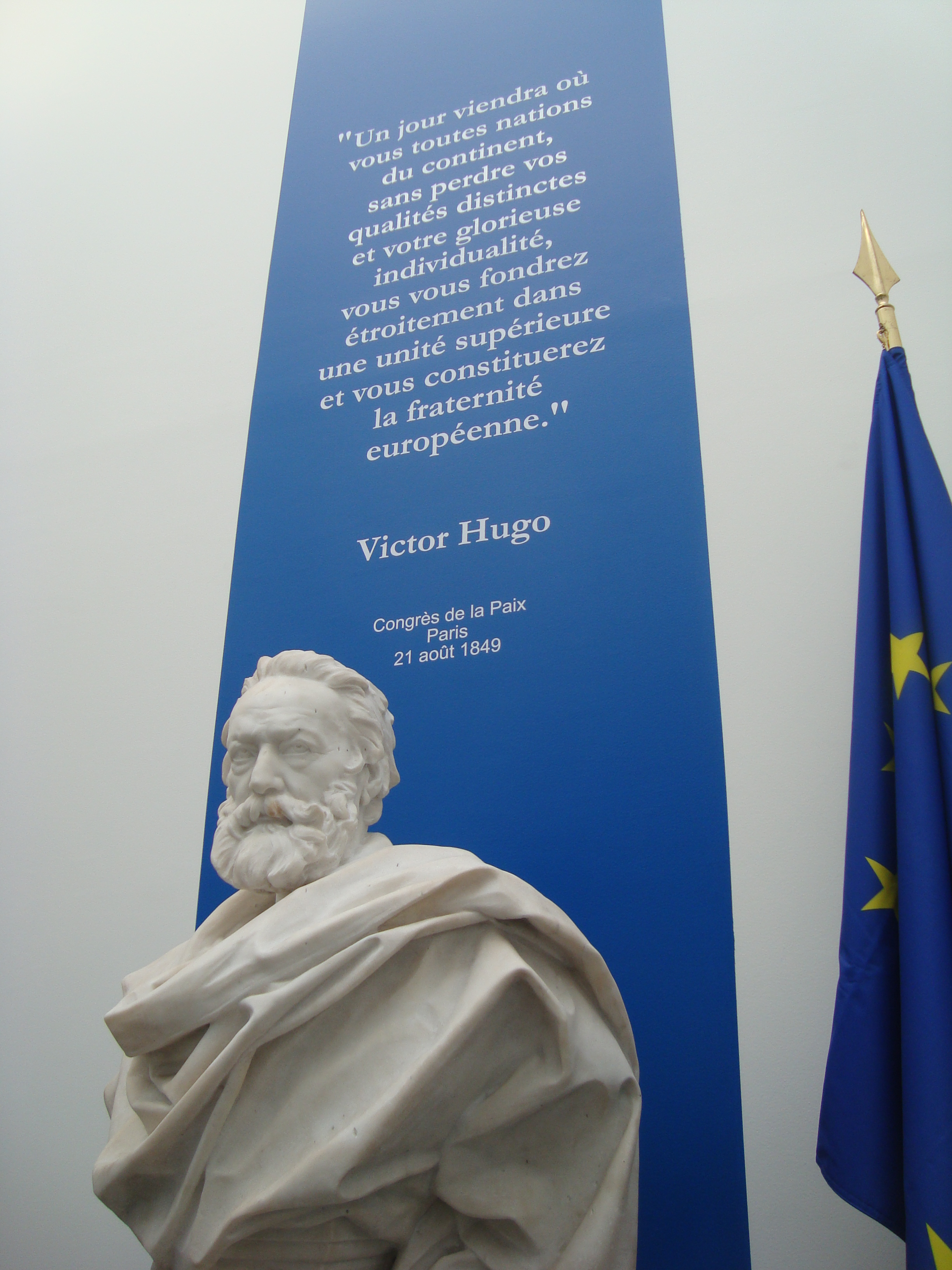
Busto de Victor Hugo na Assembleia nacional francesa com o excerto do seu discurso de 1849.

### Victor Hugo
| “                                                                     | (…) Virá um dia onde as balas e as bombas serão substituídas pelos votos, pelo sufrágio universal dos povos, pela venerável arbitragem de um grande Senado soberano que estará para a Europa, como o Parlamento está para a Inglaterra, como a Dieta está para a Alemanha, como a Assembleia Legislativa está para a França. Dois anos depois, num discurso feito no parlamento francês, em 17 de Julho de 1851, quando, sob a Segunda República, presidida por Luís-Napoleão, se discutia a revisão constitucional, proclamava: Sim! Foi o povo francês que primeiro colocou num granito indestrutível e no meio do velho continente monárquico a pedra do grande edifício que um dia se há-de chamar Estados Unidos da Europa. Num artigo, intitulado O Futuro, de 1867, vem, depois, dizer: No século XX existirá uma nação extraordinária. Esta nação será grande, o que a não impedirá de ser livre. Será ilustre, rica, pensadora, pacífica e cordial para o resto da humanidade (…) Esta nação terá Paris como capital e deixará de se chamar França para se chamar Europa. No século XX chamar-se-á Europa e, nos séculos seguintes, mais modificada ainda, chamar-se-á Humanidade. | ” |
| — Victor Hugo, 21 de agosto de 1849 no Congresso Internacional da Paz | |   |

### Oswald Mosley
Sir Oswald Ernald Mosley, um dos principais líderes fascistas da Inglaterra, amigo pessoal de Adolf Hitler, lançou logo após a Segunda Guerra Mundial a ideia de construir um Estado para a Nação Europeia. Entre 1953 e 1959, através do jornal "The European" (O Europeu), Mosley foi um dos mais fervorosos adeptos da ideia de unificação europeia. Na "Declaração Europeia", aprovada na conferência de Veneza, no dia 1 de Março de 1962, defendeu nomeadamente a constituição de um governo europeu, com uma única política externa e de defesa, uma única política económica e financeira, e de investigação científica.

### Pasqual Maragall
Também o político espanhol Pasqual Maragall, ex-presidente da Generalitat de Catalunya e está agora envolvido na criação do Partido Democrático Europeu, declarou ser a favor de uma Europa politicamente unida, mas não chamada de Estados Unidos da Europa. Maragall considera a Europa uma grande pátria, dizendo:
| “                  | Federalismo tem sido e é desde um século atrás, a única solução para os problemas de um político na Espanha e na Europa. Agora é (…) Europa. É a nossa grande nova casa. Os italianos os viram primeiro. Tanto os políticos como os empresários (…) E nós temos que acompanhá-los. Espero que Prodi e Zapatero, não sem dificuldades, conseguirão por este caminho. (…) Devemos estar preparados para contribuir para estes processos. Pessoalmente, acompanharei, e não só, a tentativa italiana de criar o Partido Democrático Europeu (PDE) (…) Repito, agora é a Europa. Por esta razão, eu estava em Roma por seis meses, o nascimento da EDP (…) | ” |
| — Pasqual Maragall | |   |